# José Juan Inoto Soto
José Juan Inoto Soto (Elche, 26 de mayo de 1981) es un fisioterapeuta deportivo español.

## Trayectoria
Tras estudiar fisioterapia en la Universidad Miguel Hernández (1999-2002) y especializarse en la rama deportiva, fue contratado para trabajar como fisioterapeuta en el club filial del Elche CF, el CD Ilicitano, que militaba entonces en la Tercera división española. En la temporada 2008/2009 pasa a desempeñarse como fisioterapeuta del primer equipo, labor que compagina con Pascual Aznar Amorós.

## Anécdotas
Durante varios años, el derby Ilicitano-Santa Pola vivió un gran duelo en los banquillos, ya que el fisio del Santa Pola era Juan Jesús Milla Campillo, El Verdu, amigo y compañero de estudios de Inoto.